# Paradysderina carrizal
Espèce
Paradysderina carrizal est une espèce d'araignées aranéomorphes de la famille des Oonopidae.

## Distribution
Cette espèce est endémique du département de Boyacá en Colombie,. Elle se rencontre entre 2 650 et 3 300 m d'altitude dans le sanctuaire de faune et de flore d'Iguaque.

## Description
Le mâle holotype mesure 1,84 mm.

## Étymologie
Cette espèce est nommée en référence au lieu de sa découverte, Cabaña Carrizal.

## Publication originale
- Platnick & Dupérré, 2011 : The Andean goblin spiders of the new genera Paradysderina and Semidysderina (Araneae, Oonopidae). Bulletin of the American Museum of Natural History, no 364, p. 1-121 (texte intégral).